# Dava Newman

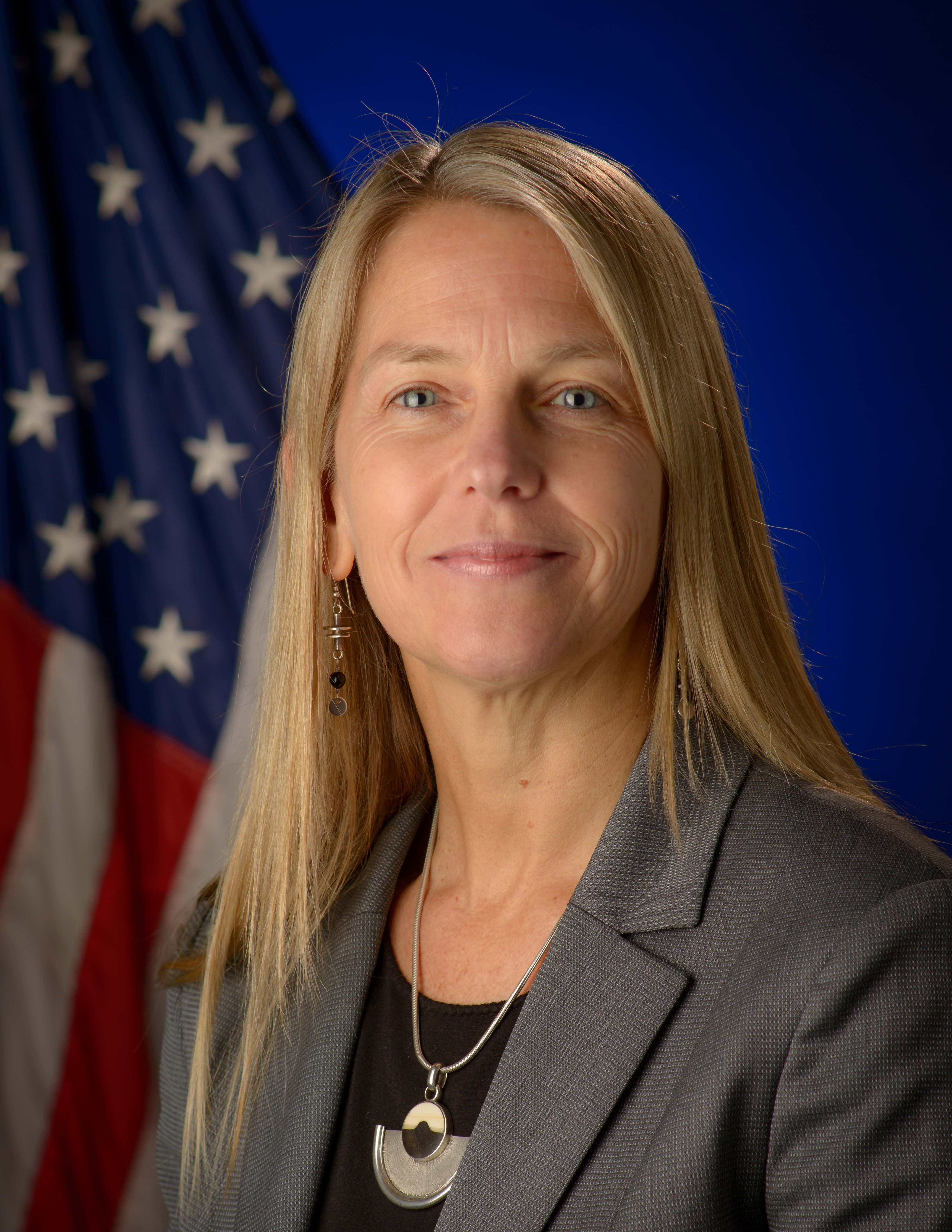
Dava Newman, 2015

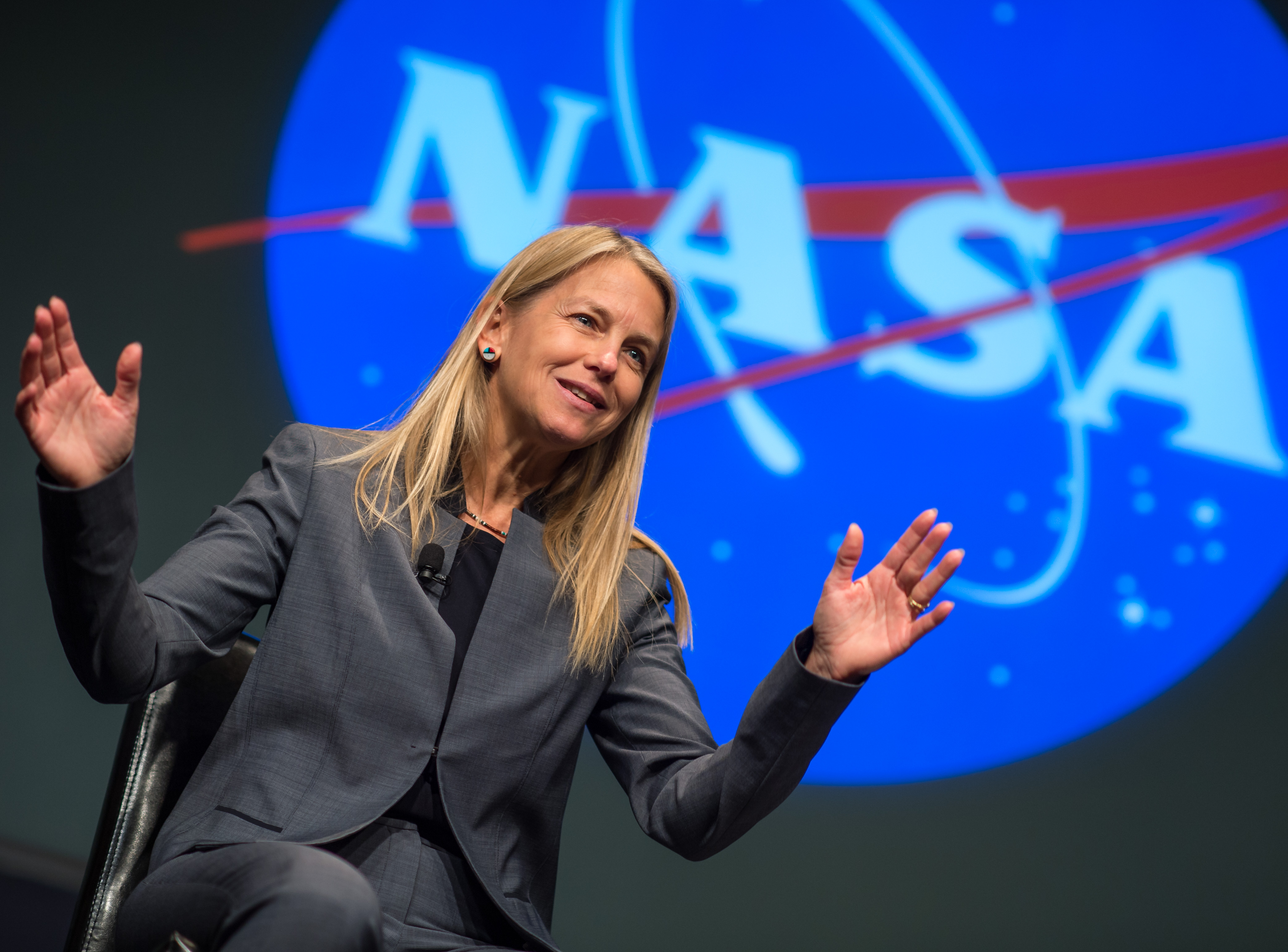
Dava Newman im NASA Headquarters in Washington, 2015

Dava J. Newman (* 1964 in Helena (Montana)) ist eine US-amerikanische Ingenieurin und Hochschullehrerin. Sie ist Apollo-Professorin für Astronautik am Massachusetts Institute of Technology (MIT) und Mitglied der Fakultät der Harvard-MIT Health Sciences and Technology. Sie war Hauptforscherin bei vier Weltraummissionen und entwickelte neue Experimente und Techniken zur Messung der Dynamik der Astronautenaktivität auf dem Space Shuttle, der Mir (Raumstation) und der Internationalen Raumstation. Mit Wirkung zum 1. Juli 2021 wird sie zur neuen Direktorin des MIT Media Lab ernannt.

## Leben und Werk
Newman studierte Luft- und Raumfahrttechnik an der University of Notre Dame in Indiana, wo sie 1986 den Bachelor-Abschluss erhielt. 1989 erwarb sie am MIT einen Master-Abschluss in Luft- und Raumfahrttechnik und einen Master-Abschluss in Technologie und Politik. 1992 promovierte sie in biomedizinischer Luft- und Raumfahrttechnik am MIT und wurde als Alumni-Mitglied in die MIT Corporation gewählt. Nach einem Jahr an der Fakultät der University of Houston wurde sie Professorin für Astronautik am Massachusetts Institute of Technology in Cambridge. Von 2002 bis 2003 segelte sie mit ihrem Partner Guillermo Trotti 36.000 Seemeilen im Rahmen des Bildungsprojektes Galatea Odyssey um die Welt.
Von 2015 bis 2017 war sie, von Präsident Obama nominiert, die erste Ingenieurin als stellvertretende Administratorin der NASA. Sie leitete von 2003 bis 2015 auch das Technologie- und Politikprogramm des MIT und war von 2011 bis 2015 und seit 2017 Direktorin des MIT-Portugal-Programms.

## Forschung
Sie ist bekannt für ihren BioSuit™-Planeten-Raumanzug. Ihre Erfindungen werden auch auf Exoskelette angewendet, um die Fortbewegung auf der Erde zu verbessern. Zu ihren Forschungsergebnissen gehört Earth Speaks™ - eine Open-Source-Plattform mit kuratierten Weltraumdaten, die KI-, natürliche Sprach- und Supercomputer-Visualisierungen anwendet, um Aktionen zur Regeneration der Ozeane, des Landes und des Klimas der Erde zu beschleunigen.

### Raumfahrtversuche
Das Experiment Enhanced Dynamic Load Sensors (EDLS) flog an Bord der russischen MIR-Raumstation und diente der Untersuchung der dynamischen Reaktion innerhalb des Raumfahrzeugs einschließlich Störungen durch Besatzungsmitglieder und Untersuchung der grundlegenden Folgen der Mikrogravitation für lebende Organismen während der Raumfahrt. Das Raumflugexperiment Dynamic Load Sensors (DLS) untersuchte die Störung der Mikrogravitationsbesatzung durch Astronauten, gemessen durch die von der Besatzung verursachten Lasten im Mitteldeck des Space-Shuttles. Folgeexperimente könnten Schadensbegrenzungsvorrichtungen sowie eine Bewertung der Besatzungskraftmessungen während Shuttle-/MIR-Flügen umfassen. Das Mental Workload and Performance Experiment (MWPE) flog mit der Space Shuttle Mission STS-42 und bewertete das Kurzzeitgedächtnis, die Motorsteuerung und die Ergonomie von Astronauten im Weltraum.

### Forschung zur Extravehikulären Aktivität (EVA)
Sie forscht an der Modellierung der Dynamik menschlicher Leistung. Hier entwickelt sie Rechenfunktionen zur genauen Modellierung des vollständigen integrierten Preflights für dynamische Systeme (z. B. Astronaut, Orbiter, Fernmanipulatorarm und ein sich drehender Satellit). Die quantitative Analyse von Menschen, die eine extravehikuläre Aktivität (EVA) und eine intravehikuläre Aktivität (IVA) ausführen, wird durch inverse Dynamik, Lagrange-Techniken und Kanes Theorie der Dynamik untersucht.

### Fortbewegungsmodellierung und Orthesen
Ziel dieser Forschung ist es, Gehhilfen für Körperbehinderte zu entwickeln, indem ein tiefes Verständnis des Gehmechanismus, der Physiologie des menschlichen Körpers und technischer Erkenntnisse kombiniert werden. Dieses Projekt begann mit dem Ziel, ein Powered Assistive Walking Device für Paraplegiker zu bauen. Dieses Gerät wäre unauffällig auf einem Querschnittsgelähmten montiert und hätte kompakte Aktuatoren mit einem adaptiven Steuersystem, das es ihnen ermöglichen würde, längere Zeiträume zu gehen.

### Computersimulation und Animation
Sie arbeitet an mathematischer Programmierung für analytische Modelle, die Operationen und Aktivitäten im Weltraum simulieren, und sie entwickelt 3D-Visualisierungs- und Animationspakete für die Forschungsanstrengungen zur Dynamik und Steuerung. Alle Computersimulationen werden mit experimentellen Daten verifiziert. Zukünftige Bemühungen können haptische Eingabegeräte und Virtual-Reality-Technologien umfassen, um die Computersimulationen zu verbessern.

## Auszeichnungen (Auswahl)
Newman hat im Laufe ihrer Karriere viele Auszeichnungen und Ehrungen erhalten, darunter die NASA Distinguished Service Medal, der Explorer’s Club Lowell Thomas Award, der AIAA Jeffries Aerospace Medicine und Life Sciences Research Award, der Women in Aerospace Leadership Award, der Henry L. Taylor Award der Aerospace Medical Association für herausragende Leistungen im Bereich Human Factors in der Luft- und Raumfahrt, der Alumni-Ehrenpreis des College of Engineering der Universität Notre Dame  und der Barry M. Goldwater Education Award der AIAA National Capital Section. Der Raumanzug BioSuit™ wurde von dem Time Magazin als  Best Invention of 2007 benannt. Der Raumanzug wurde in Museen auf der ganzen Welt ausgestellt.
Sie hat mehr als 300 Artikel in Fachzeitschriften und referierten Konferenzen veröffentlicht und hält zahlreiche Patente für Kompressionstechnologie. Sie hat 90 Doktorarbeiten und über 200 Studenten betreut.

## Veröffentlichungen (Auswahl)
- Interactive Aerospace Engineering and Design, Introductory engineering textbook with accompanying interactive CD-ROM, McGraw-Hill, Inc., 2002, ISBN 978-0-07-234820-0.
- mit C. E. Carr: Space Suit Bioenergetics: Framework and Analysis of Unsuited and Suited Activity, Aviation, Space Environmental Medicine, 78, 2007.